# Campeonato Japonés de Turismos
El Campeonato Japonés de Turismos (abreviado: 1985-1993: JTC, 1994-1998: JTCC, oficialmente conocido como All Japan Touring Car Championship, en japonés: 全日本ツーリングカー選手権), fue una competición de carreras de turismos celebrada en Japón. La serie se llevó a cabo bajo varias regulaciones durante su existencia, incluidas las categorías internacionales como Grupo A y Superturismo, que permitieron competir tanto a automóviles japoneses como extranjeros. La última edición del campeonato se celebró en 1998, aunque para 2012 estuvo previsto un intento fallido de relanzamiento. Una serie relanzada, la TCR Japan Touring Car Series, comenzó en 2019, utilizando las regulaciones TCR.

## Historia
La serie comenzó a fines de la década de 1960 y estuvo dominada por los Skyline GT-R C10 hasta que el Mazda Savanna RX-3 terminó con su dominio. Con el surgimiento de los autos del Grupo 5 en la segunda mitad de la década de 1970, la serie fue reemplazada en 1979 por la clase Super Silhouette, que se llevó a cabo como una carrera de apoyo a la Fuji Grand Champion Series. La serie fue incorporada y luego disuelta en 1984 por el Campeonato Japonés de Sport Prototipos.
Luego, la serie vio un resurgimiento en 1985 para los autos del Grupo A, y como se hizo en otros países, había tres divisiones y, a fines de la década de 1980, la división 3 sería una competencia muy reñida entre el Toyota Supra, el Nissan Skylines y el Ford Sierra RS500 europeo, mientras que la división 2 se disputó principalmente entre el BMW M3 y la división 1 se disputó entre el Honda Civic y el Toyota Corolla. Su mayor carrera de la temporada fue los 500km de InterTEC, que tuvo lugar en Fuji Speedway en noviembre, que a menudo atrajo a los mejores equipos y pilotos de los campeonatos europeos y australianos. Los mejores pilotos de turismos como Tom Walkinshaw, Peter Brock, Allan Moffat, Allan Grice y Klaus Niedzwiedz viajaron a menudo a Fuji para la carrera. En 1987, InterTEC también formó parte del calendario del Campeonato Mundial de Turismos.
Para 1993, como muchas otras series del Grupo A, la serie terminó convirtiéndose en un asunto de una sola marca, con el GT-R apareciendo únicamente en la categoría superior (que mantuvo una racha invicta de cuatro años), seguido por los M3 en la categoría secundaria. Mientras que la división JTC-3 (las divisiones superior e inferior intercambiaron números en 1988) solo constaba de Corollas y Civics. Para el año siguiente, la serie cambiaría a la fórmula FIA Superturismo. Los autos ingresados por los tres grandes fabricantes de Japón para la entonces nueva fórmula fueron inicialmente el Nissan Primera, el Honda Civic Ferio, Accord y Toyota Corona, así como el Corolla E110. La ronda final de la temporada inaugural de la era Superturismo también formó parte del Campeonato de Turismos de Asia-Pacífico de 1994. 1995 vio la única victoria en un campeonato totalmente extranjero de la era Superturismo con Steve Soper en un BMW 318i del equipo Team Schnitzer. En 1997, cuando los autos de fórmula Clase II se volvieron más costosos y complicados, un problema que comenzó a afectar a las series internacionales que usaban el conjunto de reglas, y debido a la fuerte competencia del JGTC, los organizadores hicieron cambios en las reglas para satisfacer las demandas de los fanáticos y asistentes, y carreras más competitivas. Los cambios en las reglas incluyeron un mayor ancho de la carrocería (lo que permitió a Toyota usar el Toyota Chaser más grande) y mayores límites de ruido de escape, así como la implementación de restricciones en los dispositivos aerodinámicos delanteros.
En 1998, los retiros de Nissan debido a problemas financieros y la partida de Honda para concentrarse en su programa de Fórmula 1 (en ese momento, una operación de suministro de motores de Mugen Motorsports) y también darse cuenta de que sería menos costoso para ellos competir con su NSX en el Campeonato Japonés de Gran Turismos dejó a Toyota como el único fabricante en tener autos compitiendo, usando su Corona EXIV y Chaser. De vez en cuando, el Subaru Impreza, operado de forma independiente competía contra los Toyota de fábrica. Tanto Nissan como Honda participaron en el Campeonato Británico de Turismos después de dejar el JTCC, sin embargo, esos programas fueron ejecutados por sus respectivas sucursales europeas con presupuestos y equipos administrados de forma independiente. En 1999, una nueva fórmula que usaba autos de estructura espacial, rebautizada como Super Silhouette Car Championship, quedó en la nada y la serie se abandonó por completo, ya que para entonces, los tres grandes fabricantes de automóviles de Japón tenían entradas de trabajo en el JGTC, ahora conocido como Super GT Japonés.
El JTCC iba a resurgir en 2013, con reglamento de automóviles Super 2000 y un calendario que constaba de cinco carreras en Japón y una en China, en asociación con el Campeonato Chino de Turismos. La serie originalmente había planeado su regreso en 2012, pero esto se retrasó indefinidamente debido al terremoto y tsunami de Tōhoku que ocurrieron antes, y nunca se escuchó desde 2014. Las carreras de turismos finalmente regresaron a Japón con el TCR Japan Touring Car Series en 2019, bajo las regulaciones de TCR y como soporte al Campeonato de Super Fórmula Japonesa; a los autos TCR se les había permitido previamente competir en el Super Taikyu Series en 2017.
Durante el campeonato en vida, ocurrió un accidente fatal: Akira Hagiwara murió en una sesión de pruebas en Sportsland SUGO en 1986 después de chocar contra una barrera y que su automóvil estallara en llamas.

## Campeones

### JTC (1985-1993)
(La cursiva indica que el copiloto obtuvo la misma cantidad de puntos que el primer lugar, pero se clasificó segundo debido a que completó menos millas)

#### JTC-1
La clase JTC-1, también conocida como División 1, era elegible para autos con cilindradas de 2 501 cc o más. Entre 1985 y 1987 se conoció como División 3.
| Año      | Campeonato de Pilotos           | Campeonato de Pilotos | Campeonato de Pilotos                     |        | Campeonato de Fabricantes |
| Año      | Ganador                         | Equipo                | Automóvil                                 |        | Campeonato de Fabricantes |
| -------- | ------------------------------- | --------------------- | ----------------------------------------- | ------ | ------------------------- |
| 1985     | Naoki Nagasaka Kazuo Mogi       | Beaurex               | BMW 635CSi                                | BMW    |                           |
| 1986     | Aguri Suzuki                    | NISMO                 | Nissan Skyline RS                         | Nissan |                           |
| 1987     | Naoki Nagasaka                  | Object T              | Ford Sierra RS Cosworth Ford Sierra RS500 | Ford   |                           |
| 1988     | Hisashi Yokoshima               | Object T              | Ford Sierra RS Cosworth Ford Sierra RS500 | Ford   |                           |
| 1989     | Masahiro Hasemi Anders Olofsson | Hasemi                | Nissan HR31 Skyline GTS-R                 | Ford   |                           |
| 1990     | Kazuyoshi Hoshino Toshio Suzuki | Impul                 | Nissan BNR32 Skyline GT-R                 | Nissan |                           |
| 1991     | Masahiro Hasemi Anders Olofsson | Hasemi                | Nissan BNR32 Skyline GT-R                 | Nissan |                           |
| 1992     | Masahiro Hasemi Hideo Fukuyama  | Hasemi                | Nissan BNR32 Skyline GT-R                 | Nissan |                           |
| 1993     | Masahiko Kageyama               | Impul                 | Nissan BNR32 Skyline GT-R                 | Nissan |                           |
| Fuentes: |                                 |                       |                                           |        |                           |

#### JTC-2
La clase JTC-2, también conocida como División 2, era elegible para automóviles con cilindradas entre 1 601 y 2 500 cc.
| Año      | Ganador                               | Automóvil         |
| -------- | ------------------------------------- | ----------------- |
| 1985     | Seiichiro Tsujimoto                   | Nissan Silvia     |
| 1986     | Yoshinari Takasugi                    | Mitsubishi Mirage |
| 1987     | Haruto Yanagida                       | BMW M3            |
| 1988     | Haruto Yanagida Will Hoy              | BMW M3            |
| 1989     | Kenji Takahashi                       | BMW M3            |
| 1990     | Roland Ratzenberger Takamasa Nakagawa | BMW M3            |
| 1991     | Roland Ratzenberger Thomas Danielsson | BMW M3            |
| 1992     | Kazuo Mogi                            | BMW M3            |
| 1993     | Andrew Gilbert-Scott Akihiko Nakaya   | BMW M3            |
| Fuentes: |                                       |                   |

#### JTC-3
La clase JTC-3, también conocida como División 3, era elegible para automóviles con cilindradas de 1 600 cc o menos. Entre 1985 y 1987 se conoció como División 1.
| Año      | Campeonato de Pilotos            | Campeonato de Pilotos | Campeonato de Pilotos                   |        | Campeonato de Fabricantes |
| Año      | Ganador                          | Equipo                | Automóvil                               |        | Campeonato de Fabricantes |
| -------- | -------------------------------- | --------------------- | --------------------------------------- | ------ | ------------------------- |
| 1985     | Kaoru Hoshino                    | Object T              | Toyota Corolla Levin AE86               | Toyota |                           |
| 1986     | Kaoru Ito Tomohiko Tsutsumi      | Object T              | Honda Civic Si E-AT                     | Toyota |                           |
| 1987     | Osamu Nakako Hideki Okada        | Mugen                 | Honda Civic Si E-AT                     | Honda  |                           |
| 1988     | Osamu Nakako Hideki Okada        | Mugen                 | Honda Civic SiR EF3                     | Honda  |                           |
| 1989     | Kazuo Mogui Sakae Obata          | Tsuchiya Engineering  | Toyota Corolla Levin AE92               | Honda  |                           |
| 1990     | Keiichi Suzuki Morio Nitta       | Tsuchiya Engineering  | Toyota Corolla Levin AE92               | Honda  |                           |
| 1991     | Osamu Nakako Hideki Okada        | Mugen                 | Honda Civic SiR EF9                     | Honda  |                           |
| 1992     | Osamu Nakako Hideki Okada        | Mugen                 | Honda Civic SiR EF9 Honda Civic SiR EG6 | Honda  |                           |
| 1993     | Naoki Hattori Katsutomo Kaneishi | Mooncraft             | Honda Civic SiR EG6                     | Honda  |                           |
| Fuentes: |                                  |                       |                                         |        |                           |

### JTCC (1994-1998)
| Año  | Campeonato de Pilotos | Campeonato de Pilotos | Campeonato de Pilotos |           | Campeonato de Equipos |
| Año  | Ganador               | Equipo                | Automóvil             |           | Campeonato de Equipos |
| ---- | --------------------- | --------------------- | --------------------- | --------- | --------------------- |
| 1994 | Masanori Sekiya       | TOM'S                 | Toyota Corolla E      | Schnitzer |                       |
| 1995 | Steve Soper           | Schnitzer             | BMW 318i              | Schnitzer |                       |
| 1996 | Naoki Hattori         | Mooncraft             | Honda Accord          | JACCS     |                       |
| 1997 | Osamu Nakako          | Mugen                 | Honda Accord          | Mugen     |                       |
| 1998 | Masanori Sekiya       | TOM'S                 | Toyota Chaser         | TOM'S     |                       |